# Anton Lesser
Anton Lesser (født 14. februar 1952) er en britisk skuespiller. Han er kendt for rollen som Qyburn i tv-serien Game of Thrones, Thomas More i Wolf Hall, Harold Macmillan i The Crown og Chief Superintendent Bright i Unge Morse.

## Udvalgt filmografi

### Film
- Pigen i cafeen (2005, tv-film) – George
- Miss Potter (2006) – Harold Warne
- Pirates of the Caribbean: I ukendt farvand (2011) – Lord Carteret
- Allied (2016) – Emmanuel Lombard

### Tv-serier
- Unge Morse (2013–2023) – Reginald Bright
- Game of Thrones (2013–19) – Qyburn
- Wolf Hall (2015) – Thomas More
- The Crown (2017) – Harold Macmillan